# ሸ
Cette page contient des caractères éthiopiques. En cas de problème, consultez Aide:Unicode ou testez votre navigateur.
ሸ (translittéré chä ou ša) est un caractère utilisé dans l'alphasyllabaire éthiopien dans l’écriture de l’amharique, du bilen, du tigré et du tigrigna comme symbole de base pour représenter les syllabes débutant par une consonne fricative palato-alvéolaire sourde /ʃ/.

## Usage
L'écriture éthiopienne est un alphasyllabaire ou chaque symbole correspond à une combinaison consonne + voyelle, organisé sur un symbole de base correspondant à la consonne et modifié par la voyelle. ሸ correspond à consonne fricative palato-alvéolaire sourde /ʃ/, « ch » (ainsi qu'à la syllabe de base « chä »). Les différentes modifications du caractères sont les suivantes :
- ሸ : « chä », [ʃɛ]
- ሹ : « chu », [ʃu]
- ሺ : « chi », [ʃi]
- ሻ : « cha », [ʃa]
- ሼ : « ché », [ʃə]
- ሽ : « che », [ʃɨ]
- ሾ : « cho », [ʃo]
- ሿ : « chwa », [ʃwa]

## Historique

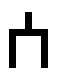
Caractère « s^{1} » de l'alphabet arabe méridional.

Le caractère ሸ est dérivé du caractère ሰ auquel est rajouté un signe de palatalisation. ሰ est dérivé du caractère correspondant de l'alphabet arabe méridional.

## Représentation informatique
- Dans la norme Unicode, les caractères sont représentés dans la table relative à l'éthiopien[1],[2] :
- ሸ : U+1238, « syllabe éthiopienne chä »
- ሹ : U+1239, « syllabe éthiopienne chou »
- ሺ : U+123A, « syllabe éthiopienne chi »
- ሻ : U+123B, « syllabe éthiopienne cha »
- ሼ : U+123C, « syllabe éthiopienne ché »
- ሽ : U+123D, « syllabe éthiopienne che »
- ሾ : U+123E, « syllabe éthiopienne cho »
- ሿ : U+123F, « syllabe éthiopienne chwa »